# Sthenias partealbicollis
Sthenias partealbicollis är en skalbaggsart som beskrevs av Stefan von Breuning 1968. Sthenias partealbicollis ingår i släktet Sthenias och familjen långhorningar.
Artens utbredningsområde är Laos. Inga underarter finns listade i Catalogue of Life.